# (400186) 2006 WU146
(400186) 2006 WU146 es un asteroide perteneciente al cinturón de asteroides, descubierto el 20 de noviembre de 2006 por el equipo del Spacewatch desde el Observatorio Nacional de Kitt Peak, Arizona, Estados Unidos.

## Designación y nombre
Designado provisionalmente como 2006 WU146.

## Características orbitales
2006 WU146 está situado a una distancia media del Sol de 2,806 ua, pudiendo alejarse hasta 3,304 ua y acercarse hasta 2,308 ua. Su excentricidad es 0,177 y la inclinación orbital 8,547 grados. Emplea 1717,09 días en completar una órbita alrededor del Sol.

## Características físicas
La magnitud absoluta de 2006 WU146 es 17,1. Tiene 2 km de diámetro y su albedo se estima en 0,07.